# 浮生若夢
《浮生若夢》（英語：You Can't Take It with You）是1938年法蘭克·卡普拉導演的經典喜劇。改編自普立茲獎得獎的百老匯舞台劇。由詹姆斯·史都華、珍·亞瑟、李昂·巴摩主演。
《浮生若夢》外表是愛情喜劇，其實是社會喜劇。從一對家庭環境迥異的青年男女戀愛開始，鋪陳出兩種類型的人物個性、社會階級、生活以及思考方式，風格溫馨但有人生哲理內涵。此片在經濟大蕭條的時代背景之下上映，得到高度評價，至今仍被認為是經典作品。
影片中有一隻名叫「吉米」的寵物烏鴉，成為影片中可愛的小插曲。這隻寵物烏鴉並出現在此片後所有法蘭克·卡普拉的電影中。

## 演员
- 珍·亞瑟 飾演 愛麗絲·西卡摩爾（Alice Sycamore）
- 李昂·巴里摩 飾演 馬丁·范德霍夫爺爺（Grandpa Martin Vanderhof）
- 詹姆斯·史都華 飾演 東尼·卡比（Tony Kirby）
- 愛德華·阿諾德 飾演 安東尼·P·柯比（Anthony P. Kirby）
- 米莎·奧爾 飾演 波里斯·柯倫克霍夫（Boris Kolenkhov）
- 安·米勒 飾演 愛西·卡麥可（Essie Carmichael）
- 史普琳·白林頓 飾演 潘妮·西卡摩爾（Penny Sycamore）
- 山繆爾·S·海因斯 飾演 保羅·西卡摩爾（Paul Sycamore）
- 唐納德·米克 飾演 波平斯（Poppins）
- H·B·華納 飾演 拉姆西（Ramsey）
- Halliwell Hobbes as DePinna
- Dub Taylor as Ed Carmichael
- Mary Forbes as Mrs. Anthony P. Kirby
- Lillian Yarbo as Rheba
- Eddie Anderson as Donald
- Charles Lane as Wilbur G. Henderson, IRS agent
- Harry Davenport as the Night Court Judge
- Ian Wolfe as A.P. Kirby's secretary (unbilled)
- Ward Bond as detective (unbilled)
- Arthur Murray had an uncredited bit part

## 劇情
范德霍夫的次女愛麗絲是在一個不受傳統束縛的家庭長大的女兒，她在華爾街鉅子卡比的公司擔任秘書工作。卡比是一名保守家庭的富家子，他為了賺取更多的錢，決定在某住宅區購置一片地產，興建廠房。這件事將破壞周圍居民生活的安寧，因此遭到范德霍夫家族的強烈反對。范德霍夫家人口眾多，脾氣古怪，個個迥異不同。范德霍夫思想頑固，主張拒付聯邦稅收；其女兒貝尼喜歡冒充小說家，跟丈夫在地下室裡玩弄焰火；孫女艾麗熱衷芭蕾，連家也成了舞場，不停地跳；艾麗的丈夫只知道演奏木琴。唯有范德霍夫的次女愛麗絲最正經，她擔任卡比的公司裡的秘書，跟卡比的兒子、副經理托尼相好，感情甚深。有一天，托尼訪問萬達霍夫家，一進門，卻見男女老少跳跳蹦蹦，載歌載舞，不覺大吃一驚。但他漸漸被范德霍夫一家快樂的氣氛所熏陶，興致勃勃地跟隨他們一起歡鬧，接著，這也影響了他的父親，卡比學會了吹笛作樂，而且處世態度發生變化，放棄了原先的打算，最後成為一位慈善家。

## 獎项
《浮生若夢》無論在商業及藝術方面都得到最高度的評價。它是1938年的年度最賣座電影。
- 它获得奧斯卡金像獎的两個獎項：
  - 奧斯卡最佳影片獎
  - 奧斯卡最佳導演獎(这是卡普拉第三次获得该奖)
  - 其他5項提名：最佳改編劇本、最佳攝影、最佳剪輯、最佳女配角史普琳·白林頓(Spring Byington)和最佳錄音。

## 外部連結
- 互联网电影数据库（IMDb）上《浮生若夢》的资料（英文）
- AllMovie上《浮生若夢》的资料（英文）
- 豆瓣电影上《浮生若夢》的資料 （简体中文）
- 百老匯網路資料庫（IDBD）上《浮生若夢》的资料（英文）
- TCM电影资料库上《浮生若夢》的资料（英文）